# Haspin
Haspin (tiếng Hebrew: חַסְפִּין), Còn được gọi rộng rãi như Hispin, là một tôn giáo định cư của Israel và một Moshav nằm ở phía nam Cao nguyên Golan. Nó được xây dựng vào năm 1978. Nó thuộc thẩm quyền của Hội đồng khu vực Golan. Cộng đồng quốc tế coi các khu định cư của Israel ở Cao nguyên Golan là bất hợp pháp theo luật pháp quốc tế, nhưng chính phủ Israel tranh chấp điều này. Năm 2017, nó có dân số 1.904. [1]

## Lịch sử
Haspin được xây dựng gần ngôi làng Ả Rập cũ Khisfin, một thị trấn nổi bật trong các tác phẩm của giáo phái Do Thái đầu thế kỷ thứ 3, dưới cái tên Hisfiyya. Nó cũng được đề cập trong Khảm của Rehob thế kỷ thứ 3.